# Brno-Jehnice
Brno-Jehnice je městská část na severním okraji statutárního města Brna. Je tvořena městskou čtvrtí Jehnice, původně samostatnou obcí, která byla k Brnu připojena v roce 1971. Její katastrální území má rozlohu 4,07 km² a žije zde přibližně 1 100 obyvatel. Nachází se kolem Jehnického potoka a její okolí tvoří především zalesněné území Soběšické vrchoviny.
První možná zmínka o Jehnicích pochází z roku 1292, v dalších staletích patřila ves převážně Lichtenburkům a hlavně Boskovicům. Jejich majetek získali počátkem 17. století Lichtenštejnové. Součástí vesnice byl od středověku svobodný dvůr, který koncem 18. století také zakoupili Lichtenštejnové. Z Jehnic a Mokré Hory vzniklo v roce 1801 malé samostatné panství, postupně s různými majiteli. Od poloviny 19. století byly Jehnice samostatnou obcí a v roce 1971 se staly součástí Brna. Na přelomu 20. a 21. století zde vznikla rozsáhlejší suburbánní zástavba.
Okolí Jehnic je díky svému lesnatému charakteru využíváno jako turistické a rekreační zázemí pro obyvatele Brna. U silnice na Vranov stojí památkově chráněná boží muka, přímo ve vesnici se nachází zvonice a několik dalších pamětihodností.

## Název
Název Jehnice vznikl z osobního jména Jehně či Jehňa přidáním přípony -ice; místní jméno tedy znamená tedy „ves lidí Jehňových“.
Během historie se varianty zápisu názvu vesnice příliš nelišily. První možná zmínka z roku 1292 uvádí Jechnecz, krátce poté Genicz, a ve 14. století šlo už přesvědčivě o Jehnicz či Jehnice. V průběhu 18. století převažovala forma Jehnitz, zatímco v 19. století bylo již užíváno české jméno Jehnice a poněmčené varianty Jechnitz či Jehnitz. V době Protektorátu byl v letech 1939–1945 používán v němčině název Jechnitz.

## Historie

### Do roku 1850
Jméno Jehnice se v historických pramenech poprvé objevuje v letech 1292 (jako Jechnecz) a 1300 (Genicz), kdy je v listinách jmenován, coby svědek při prodeji majetku, jistý Budivoj z Jehnic. Souvislost s nynějšími Jehnicemi je možná, avšak není zcela prokazatelná. K roku 1324 je uváděn les Bílová poblíž Jehnic, který Jindřich z Lipé daroval nově založenému starobrněnskému klášteru. První přímá zmínka o Jehnicích jako vesnici pak pochází z roku 1365, kdy byly součástí nového panství hradu Ronov, které vlastnil Čeněk Krušina z Lichtenburka z lichtenburského rozrodu Ronovců. Ten dal na panství zapsat do zemských desk věno své manželce. Čeněk Krušina zemřel bezdětný a panství, jehož centrem se tehdy nově stal Nový hrad, proto odúmrtí získal moravský markrabě Jošt. V roce 1411 jej jako zástavu získal Vaněk Černohorský z Boskovic a jeho černohorská větev pánů z Boskovic držela novohradské panství až do přelomu 16. a 17. století; navíc jí ho král Ferdinand I. v roce 1562 prodal. Pouze kolem roku 1419 a v průběhu 60. let 15. století nedrželi panství Černohorští. V roce 1460 ho měl v majetku přímo král Jiří z Poděbrad, který zastavil místní dvůr Janu z Drozdové Hory, čímž vznikl zdejší svobodný dvůr. Ten zůstal po česko-uherských válkách zřejmě jedinou nezničenou stavbou, neboť ves zpustla. První zprávy o alespoň zčásti obnovené vesnici pochází z 50. let 16. století, kdy se uvádí zdejší rychtář i tři osedlé grunty. Když Boskovicové vymřeli v roce 1597 Janem Šemberou po meči, panství připadlo jeho dceři Kateřině. Ta si ještě toho roku vzala Maxmiliána z Lichtenštejna, jenž se v roce 1604 stal spolumajitelem novohradského panství, které bylo spojeno s pozořickým panstvím, jehož centrum se nacházelo v Pozořicích na tamním zámku.

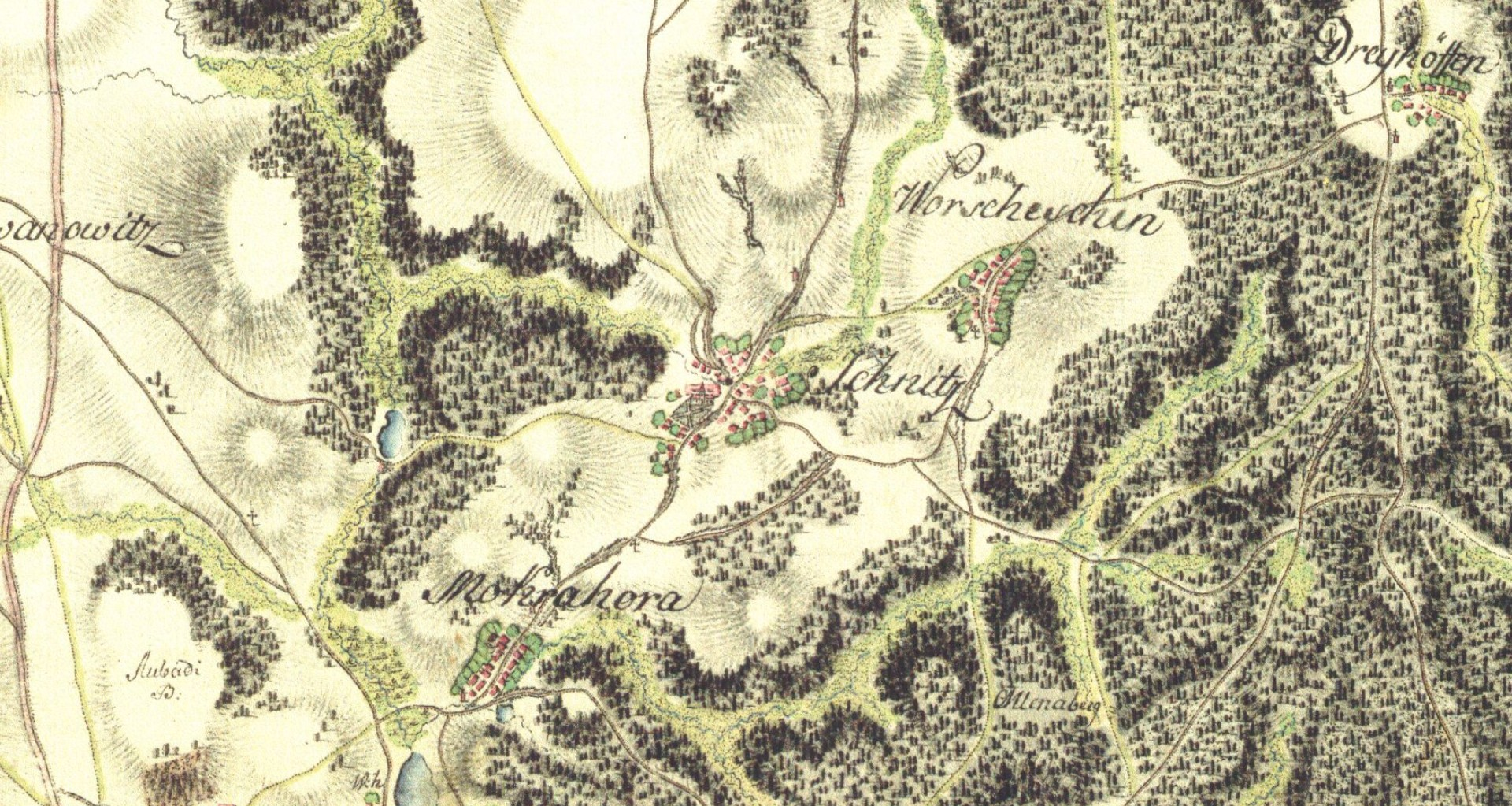
Jehnice na mapě prvního vojenského mapování ze druhé poloviny 18. století

Po třicetileté válce zůstaly zpustlé minimálně tři grunty, které však byly brzo osazeny. V roce 1657 bylo ve vsi evidováno 11 usedlostí, v roce 1678 13 usedlostí a tři domkáři. Počet osedlých poté mírně stoupal, v polovině 18. století zde bylo 14 selských usedlostí, tři zahradníci a sedm domkářů, roku 1788 pak 30 popisných čísel. Lichtenštejnové vlastnili Jehnice v rámci svého pozořického panství, týkalo se to však pouze vesnice samotné a severní části nynějšího katastrálního území. V dědině nadále existoval svobodný dvůr, k němuž patřila celá jižní část dnešního katastru. Svobodný dvůr, nacházející se v jihozápadní části návsi, byl v majetku rodu z Drozdové Hory až do 60. let 17. století, poté se majitelé, převážně různí šlechticové, střídali. V první polovině 30. let 18. století jej vlastnil Jan Josef Noss von Nossberg, který na pozemcích dvora zřejmě založil novou ves Mokrá Hora. Teprve v roce 1779 koupil prosperující svobodný dvůr s vinopalnou a pivovarem František Josef I. z Lichtenštejna, takže se majitel celé vsi sjednotil. Celé Jehnice Lichtenštejnové vlastnili do roku 1801, kdy je kníže Alois daroval Františku rytíři Haymerlemu, čímž vzniklo malé samostatné jehnické panství. Haymerle a jeho děti ho drželi do roku 1827, poté Josef Hayek a jeho děti a po roce 1831 Anna Hermannová a její děti. Většina obyvatel vsi se až do konce 19. století živila zemědělstvím, postupně však narůstal počet obyvatel pracujících v místním pivovaru či dojíždějících do brněnských továren.

### Po roce 1850

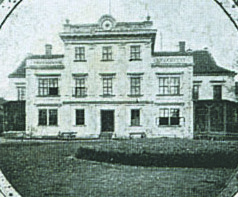
Zámek Jehnice na konci 19. století

Po zrušení patrimoniální správy a vzniku obecního zřízení byly od roku 1850 Jehnice samostatnou obcí v politickém okrese Brno-venkov. Jeho součástí byly až do roku 1971, kdy došlo k přičlenění Jehnic k Brnu. V systému soudních okresů patřily v letech 1850–1855 do okresu Brno-horní předměstí, poté do roku 1892 do sjednoceného okresu Brno a následně, do roku 1949, kdy byly soudní okresy zrušeny, do soudního okresu Brno-okolí. Součástí Jehnic dlouhodobě byla osada Mokrá Hora, která se osamostatnila v roce 1953.
Jehnický statek, který zůstal po zrušení panství, vlastnila po roce 1850 nadále dcera Anny Hermannové a po její smrti její manžel a jejich děti. V roce 1863 od nich statek odkoupil brněnský průmyslník Theodor von Offermann, za kterého prodělal velký rozvoj, včetně modernizace dvora i cihelny či stavby nového pivovaru a místního zámku. Offermann také od starobrněnského velkostatku odkoupil les Bílová, který od středověku vlastnily tamní cisterciačky (po zrušení kláštera v roce 1782 sdílel osudy se starobrněnským panstvím). Po Offermannově smrti v roce 1892 vlastnili jehnický statek jeho dcera Adéla Bauerová, její syn Bruno von Bauer a Brunova manželka, později exmanželka, Berta. V průběhu 20. a 30. let 20. století ale jeho provoz upadal a roku 1937 zakoupili statek sourozenci Karel Žofka a Božena Rinchenbachová. V letech 1949–1950 byl statek státem vyvlastněn, rodina ho získala zpět v rámci restituce v roce 1992. Během komunistického režimu v něm sídlil Státní statek Jehnice, lesy pak spadaly pod státní lesy v Kuřimi (západně od silnice Řečkovice–Vranov) a Školní lesní statek tehdejší brněnské Vysoké školy zemědělské (východně od silnice Řečkovice–Vranov).

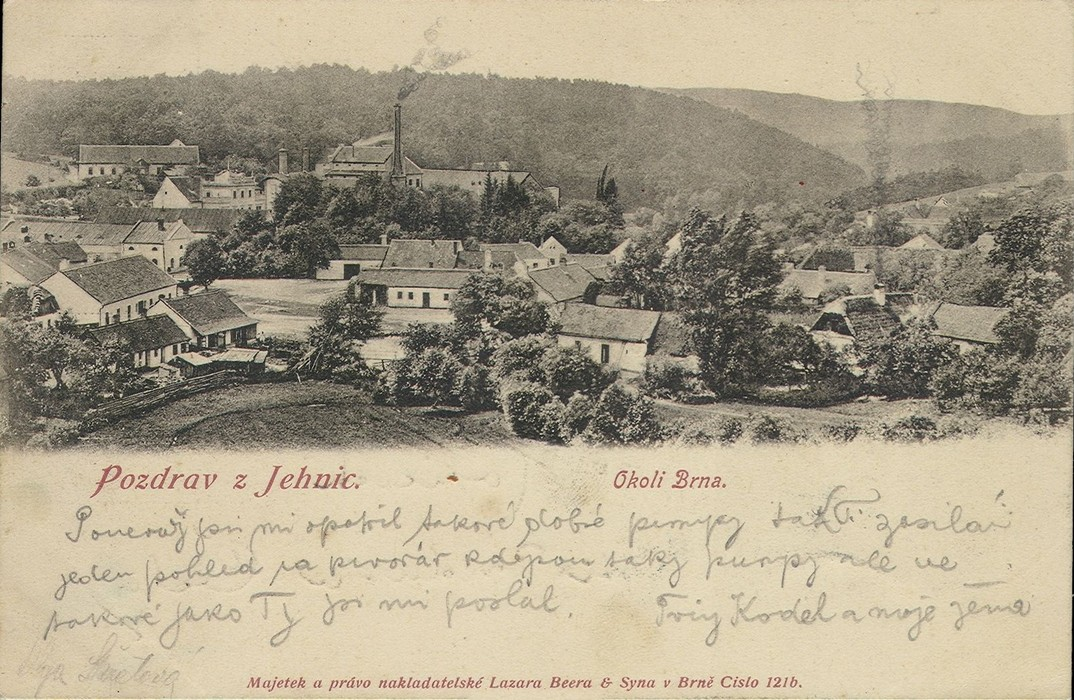
Jehnice na pohlednici z doby před rokem 1900

Na návsi byla v roce 1872 postavena jednotřídní škola (nynější hostinec), která sloužila i pro Ořešín a Mokrou Horu. Kvůli rostoucímu počtu žáků postavila obec roku 1895 novou trojtřídní školu na návrší jižně od vsi, u cesty na Mokrou Horu. V roce 1885 byla v údolí Ponávky, na západním okraji jehnického katastru, zprovozněna železniční trať z Brna do Tišnova. Někdy před rokem 1900 (doložena je roku 1902) byla na ní otevřena zastávka Jehnice, nacházející se jeden kilometr západně od vsi, z níž byla přístupná cestou podél potoka. I díky ní vzrostl v Jehnicích turistický ruch, jenž byl tvořen především Brňany, kteří mířili na procházky po okolí a na vyhlášené jehnické pivo do místní pivovarské restaurace. Postavena byla silnice z Řečkovic přes Mokrou Horu, následně v roce 1908 silnice do Ořešína a roku 1912 na Vranov. Ve vsi fungovala také četnická stanice. Z první světové války se někteří Jehničtí nevrátili, roku 1920 jim proto byl postaven na návsi pomník. Již v roce 1899 byl v Jehnicích založen sbor dobrovolných hasičů, roku 1911 Sokol, v roce 1919 dělnická tělocvičná jednota a roku 1923 Orel. Za první republiky vznikla ve vsi knihovna, postavena byla také hasičská zbrojnice. Pivovar se sladovnou roku 1924 odkoupila společnost Moravia, která ho nadále provozovala, provoz cihelny byl ale někdy v průběhu této dekády zastaven. V roce 1930 byly Jehnice elektrifikovány, zámek byl zbořen v roce 1938. Během meziválečného období měli v obecním zastupitelstvu největší zastoupení národní socialisté, sociální demokraté a lidovci.
Za druhé světové války byl v roce 1943 ukončen provoz jehnického pivovaru, areál pak získal starobrněnský pivovar, ale výrobu v něm neobnovil. Boje na konci války postihly vesnici poměrně silně, neboť ustupující německá armáda se na čas usídlila v okolí Jehnic, včetně jehnické školy. Obyvatelstvu bylo 3. května 1945 nařízeno vystěhování, dědina byla následně poškozena boji. Osvobozena byla rumunskou armádou až po 8. květnu 1945. Po válce probíhala obnova poničené vesnice. Komunisté obsadili post předsedy místního národního výboru (MNV) v roce 1946, po převratu v únoru 1948 MNV ovládli. Roku 1947 začalo fungovat v místním hostinci kino Slovan (zavřeno bylo někdy v 70. nebo 80. letech 20. století) a v roce 1949 byl zahájen provoz autobusové linky Dopravního podniku města Brna z Řečkovic přes Mokrou Horu a Jehnice do Ořešína. Roku 1949 došlo také ke změně jména obce, v té době používaný název Jehnice-Mokrá Hora byl zkrácen na dříve užívané Jehnice. Mokrá Hora se navíc v roce 1953 od Jehnic odtrhla a stala se samostatnou obcí. Roku 1950 byl zaveden obecní rozhlas, v roce 1953 došlo ke zprovoznění nové železniční trati z Brna do Tišnova, která nahradila tu starou, v letech 1955–1956 vybudovali jehničtí občané východně od vsi hřbitov a roku 1958 začala fungovat mateřská škola. Pokus o založení jednotného zemědělského družstva se v Jehnicích nezdařil, ale místní hospodáři v roce 1958 vstoupili do Státního statku Jehnice. V roce 1960 došlo ke zřízení poštovny a roku 1963 byla parkově upravena náves. Železniční zastávka, nacházející se mimo obec, byla zrušena v roce 1967. Postupně byly rušeny místní obchody a soukromé provozovny, v roce 1968 se tak v Jehnicích nacházel pouze obchod se smíšeným zbožím a malá hospoda. Fungovaly tu organizace jako Svazarm nebo Československý svaz mládeže.
V roce 1960 probíhala jednání o připojení Ořešína k Jehnicím a následném sloučení s Brnem, avšak tento plán nebyl schválen. Na přelomu 60. a 70. let 20. století bylo diskutováno připojení vesnice k Brnu, s čímž převážná většina Jehnických na veřejné schůzi v roce 1971 souhlasila. Jehnice se staly součástí Brna společně s několika dalšími obcemi 26. listopadu 1971, začleněny byly do městského obvodu Brno VI-Řečkovice. Od 1. května 1972 byly součástí městské části Brno-Řečkovice, která však byla krátce poté zrušena a její území, včetně Jehnic, 21. září 1972 přičleněno k městskému obvodu Brno V.

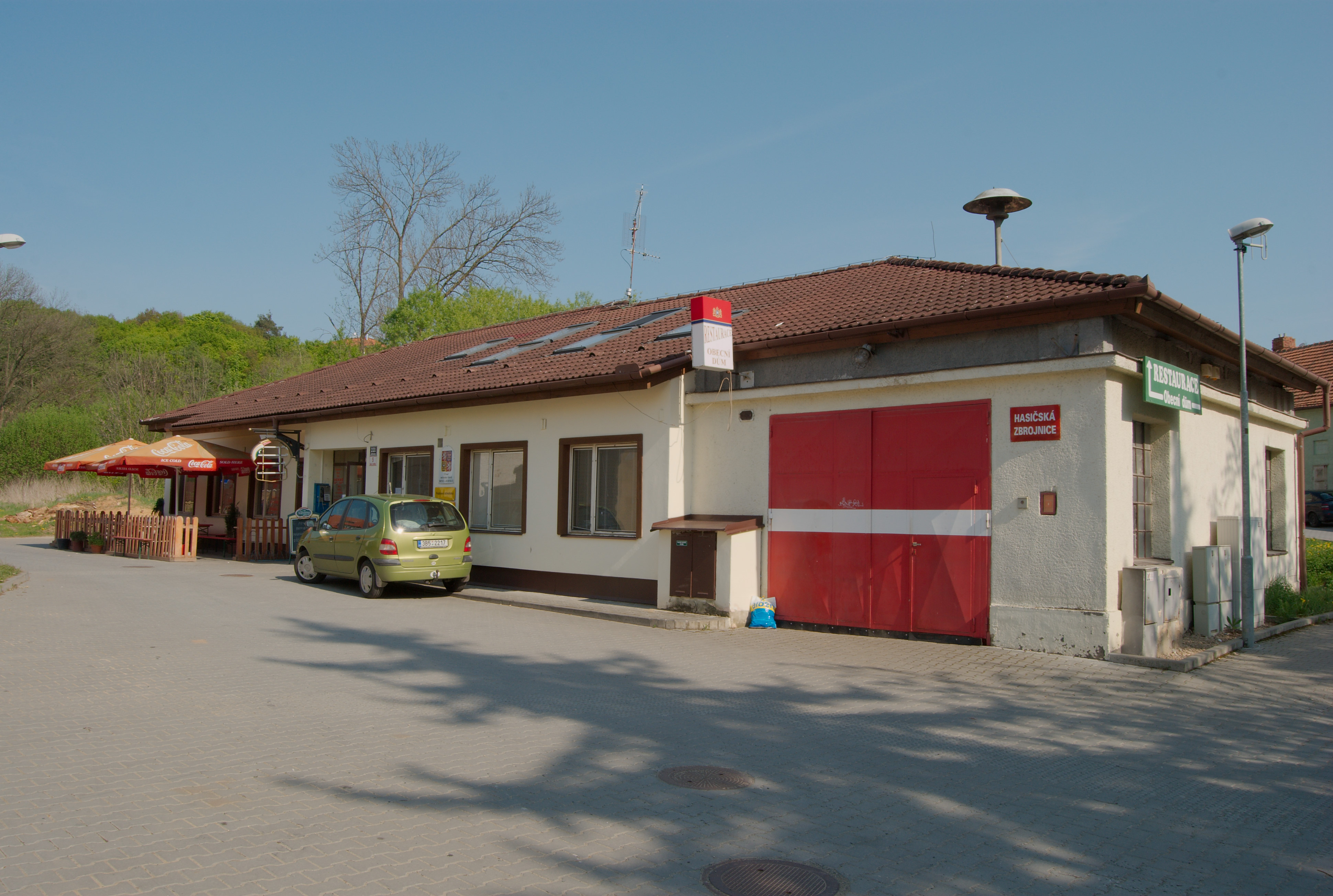
Obecní dům s radnicí a hasičskou zbrojnicí

V roce 1973 došlo k pojmenování ulic v Jehnicích. V letech 1986–1988 byla na návsi vybudována samoobsluha družstva Jednota, později zrušená. Rybník na návsi byl z většiny zasypán někdy v poslední čtvrtině 20. století a poslední zbytek zanikl kvůli stavbě obecního domu. Ten byl vybudován v letech 1992–1994, nachází se v něm radnice, hasičská zbrojnice, pobočka městské Knihovny Jiřího Mahena a restaurace. Původně zde byla lékařská ordinace a poštovní pobočka, které ale byly zrušeny. Při novém rozčlenění Brna po sametové revoluci se Jehnice staly k 24. listopadu 1990 samosprávnou městskou částí Brno-Jehnice. Plynofikace Jehnic proběhla v letech 1988–1991, následně byl v letech 1993–1995 ve vsi realizován vodovod a kanalizace. Mezi lety 1994 a 1999 byla rekonstruována a rozšířena místní škola. Roku 1998 vzniklo v ulici Plástky sběrné středisko odpadu. V letech 2004–2005 byl v katastru sousedního Ořešína v ulici Jasná postaven vodojem Jehnice. Mezi lety 2009 a 2010 byla u školy realizována venkovní hřiště a roku 2016 byla ve školním areálu zprovozněna nová budova mateřské školy.

### Urbanistický vývoj
Katastrální území Jehnic vzniklo před rokem 1826, kdy byl pořízen stabilní katastr. Původně zahrnovalo i nynější katastrální území Mokrá Hora, které bylo odděleno v roce 1953, kdy se tato vesnice stala samostatnou obcí. Vlastní Jehnice byly v roce 1826 tvořeny především přibližně okrouhlou návsí, kterou ve směru východ–západ protékal potok, zatímco hlavní cesta jí procházela severojižním směrem. V jihozápadním rohu návsi stál panský dvůr. Jižně od vsi se samostatně nacházela budova kovárny a hostince. Samotná náves (dnešní náměstí 3. května) byla nepravidelně obklopena selskými staveními, postavenými z nehořlavého materiálu, zatímco stodoly v zahradách byly dřevěné. Uprostřed návsi se nacházel špalíček domů (zbořen 1959/1961) a domkářská zástavba se také nacházela podél cesty k Lelekovicím (nynější spodní část Lelekovické ulice).

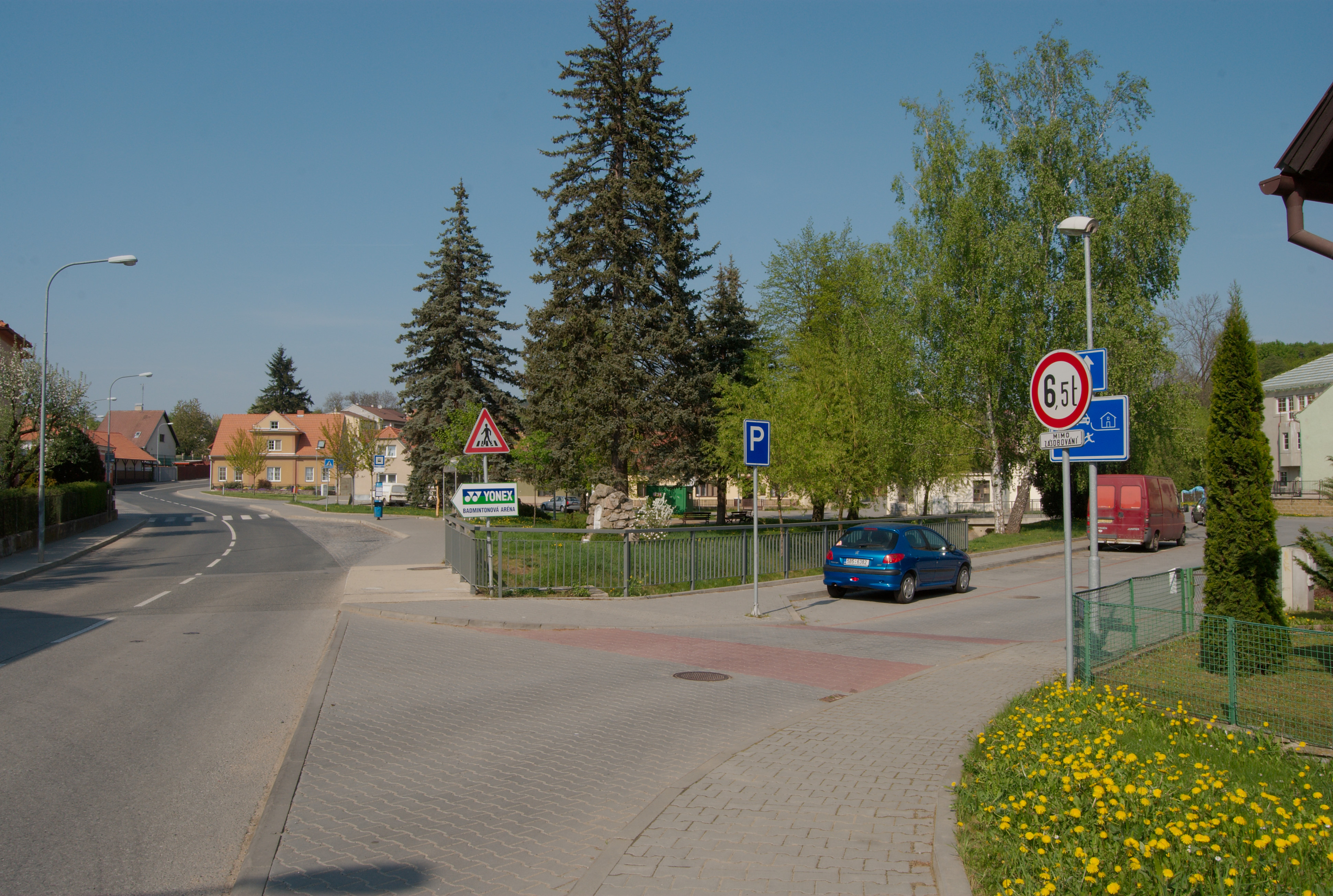
Náměstí 3. května

Rozvoj vesnice probíhal pomalu, na přelomu 19. a 20. století byly stavěny především malé domky podél původní cesty do Ořešína (ulice Meziboří) a ve svahu severozápadně od vsi kolem cesty do Lelekovic („na Příhoně“), ve kterých bydleli hlavně pivovarští dělníci. Před první světovou válkou vznikly první domy kolem silnic na Vranov a k Ořešínu. Největší stavební rozkvět probíhal v meziválečném období, kdy se zástavba rozšiřovala nejen k Lelekovicím, ale i podél vranovské a ořešínské silnice, kde se objevovaly i patrové vilky. Mezi těmito dvěma komunikacemi začala také vyrůstat spojnice (nyní ulice Sousední). V oblasti Příhonu nechala obec vystavět v letech 1930–1934 nouzovou kolonii domků pro nemajetné a nezaměstnané, kterou místní nazvali Šanghaj (horní část dnešní ulice Plástky).
Po druhé světové válce stavební rozvoj obce spíše stagnoval, přesto byly do roku 1990 postupně zastavěny ulice Blanenská (směr Vranov) a Ořešínská. Součástí Jehnic se také staly nově postavené domy Tumaňanova 61, 63 a 65, urbanisticky tvořící severní okraj Mokré Hory, k níž jejich pozemky původně patřily. V 90. letech 20. století začala rozsáhlá suburbanizace Jehnic, především jižně a východně od vsi. Výstavba rodinných domů byla zahájena v roce 1994 mezi školou a hřbitovem (ulice Havláskova, Kamelova, Pulkrábkova, Živanského) a pokračovala do let 2007/2008 západně a jižně od školy (ulice Kleštínek, Planinka, Pod vrškem, Cikánkova, Aloise Havla). Od roku 2000 vznikly na severním okraji intravilánu, mezi vranovskou a ořešínskou silnicí, ulice Zámezí (rodinné a bytové domy) a U Mostku (rodinné domy). Přestavba chátrajícího areálu bývalého pivovaru na bytový komplex započala roku 2015. V roce 2020 se v Jehnicích nacházelo 19 ulic a jedno náměstí.

## Přírodní poměry

### Poloha
Jehnice se nachází v severní části Brna v okrese Brno-město, osm kilometrů od centra Brna. Leží na silnici mezi brněnskou čtvrtí Mokrá Hora a obcí Vranov (okres Brno-venkov), jeden kilometr severně od Mokré Hory, dva kilometry severovýchodně od brněnské čtvrti Ivanovice, tři kilometry jihovýchodně od obcí Česká a Lelekovice, čtyři kilometry jižně od obce Vranov (všechny tři okres Brno-venkov) a jeden kilometr jihozápadně od brněnské čtvrti Ořešín. Katastrálně sousedí na východě se čtvrtěmi Ořešín a Soběšice, na jihu se čtvrtí Mokrá Hora, na jihozápadě se čtvrtí Ivanovice a obcí Česká, na severozápadě s obcí Lelekovice a na severu s obcí Vranov. Katastrální území Jehnice má rozlohu 4,07 km². Z toho tvořila v roce 2020 orná půda 1,56 km², zahrady 0,31 km², ovocné sady 0,07 km², travní porosty 0,09 km², lesní pozemky 1,45 km², vodní plochy 0,06 km², zastavěná plocha 0,11 km² a ostatní plocha 0,42 km².
Vesnice leží v údolí Jehnického potoka, poblíž jeho pramenné oblasti, na západním okraji výrazného zalesněného hřbetu Drahanské vrchoviny, směřujícího na jih směrem k Brnu. Nadmořská výška katastrálního území se pohybuje v rozmezí od 258 m (údolí Ponávky na jihozápadní hranici katastru) do 393 m (poblíž vrcholu bezejmenné zalesněné kóty v severní části katastru). Střed městské části na návsi je umístěn v nadmořské výšce 295 m. V katastru čtvrti se nachází vrchol Nad svatým Františkem o nadmořské výšce 328 m a dvě bezejmenné kóty s nadmořskými výškami 342 m (západně od vsi) a 377 m (v severní části katastru).

### Geologická stavba, reliéf a půdy
Po geologické stránce spadá území Jehnic do brněnského masivu, jenž je součástí Českého masivu. Z hornin zde převládají spraše a sprašové hlíny, granodiorit a kolem vodního toku nivní sedimenty. Z geomorfologického hlediska patří jehnický katastr do okrsku Soběšické vrchoviny, který je částí podcelku Adamovské vrchoviny, celku Drahanské vrchoviny, oblasti Brněnské vrchoviny, v rámci soustavy Česko-moravské subprovincie v provincii Česká vysočina.
Z půdních typů převládají v jehnickém katastrálním území kambizemě, v menší míře se zde vyskytují černozemě a hnědozemě, místy jsou pseudogleje a gleje a ojediněle silně svažité půdy.

### Podnebí a vodstvo

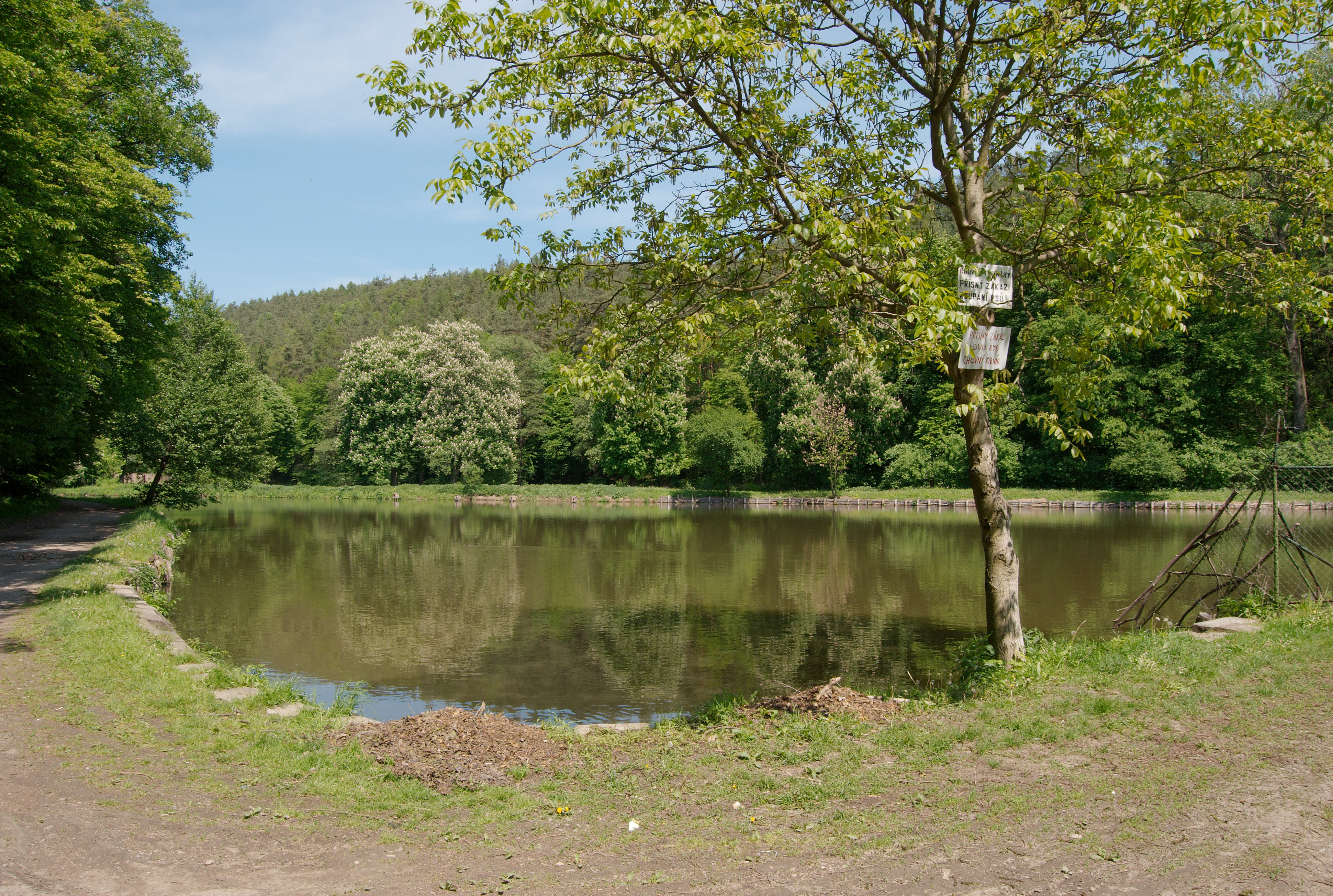
Rybník U lesa v údolí Ponávky

Podle Quittovy klasifikace podnebí spadají Jehnice do mírně teplé oblasti MT11, dle Köppenovy klasifikace podnebí patří do mírného oceánického podnebí Cfb. Na nejbližší profesionální meteorologické stanici v Brně-Tuřanech činila v roce 2019 průměrná roční teplota 11,5 °C a roční úhrn srážek 576,90 mm.
Území Jehnic patří do úmoří Černého moře a povodí Dunaje, celý katastr je odvodňován do Ponávky. Nejvýraznějším tokem je právě říčka Ponávka, tekoucí po západní hranici katastrálního území. Má dva přítoky, Rakovec (délka 5 km), jenž vede hlubokým zalesněným údolím a zčásti tvoří východní hranici katastru, a Jehnický potok (2 km), vedoucí přímo přes náměstí 3. května. V krátkém úseku na severu zasahuje na území Jehnic také Babídolský potok (3 km), rovněž přítok Ponávky. Na této říčce se v lesnatém údolí na západní hranici katastru nachází několik menších rybníků (po toku Ledňáček, U nádraží, zaniklý Prostřední a U lesa, na něž navazuje již na území Mokré Hory ještě rybník U mlýna). Několik malých nádrží bylo postaveno také na Rakovci.

### Flora a fauna
Z hlediska biogeografického leží Jehnice v brněnském bioregionu na jihovýchodním okraji hercynské podprovincie v rámci provincie středoevropských listnatých lesů. Podle fytogeografického členění spadají do okresu Moravské podhůří Vysočiny, jenž patří do českomoravského mezofytika v rámci mezofytika. Potenciálně přirozenou vegetací je černýšová dubohabřina.

### Ochrana životního prostředí
V katastru Jehnic se nenachází žádné zvláště chráněné území, území soustavy Natura 2000, ani žádný památný strom či významný krajinný prvek. V severní části zasahuje na území Jehnic ochranné pásmo přírodní rezervace Babí doly. V letech 1987–2004 byla jako památný strom chráněna dvojice javoru mléče a jasanu ztepilého za prodejnou u tenisového hřiště.

## Obyvatelstvo

### Struktura obyvatelstva
Podle lánové vizitace tvořilo Jehnice v roce 1656 šestnáct usedlostí, z nichž tři byly pusté, a svobodný dvůr, roku 1675 bylo osedlých šestnáct (plus dvůr). Počet domů se postupně zvyšoval, v roce 1750 zde bylo kromě dvora 21 osedlých (12 čtvrtláníků, čtyři zahradníci a pět domkářů bez polí). Roku 1771 žilo v Ořešíně 202 obyvatel hovořících česky. Počet obyvatel nadále stoupal: v roce 1790 zde v 30 domech pobývalo 238 osob, nicméně roku 1834 ve 32 domech poklesl na 191 obyvatel. V roce 1850 čítaly Jehnice společně s Mokrou Horou 457 lidí. Celá jehnická komunita byla dlouhodobě velmi výrazně českojazyčná, počet německy mluvících byl do roku 1945 největší v roce 1890 (26 osob), v dalších letech ale klesal a roku 1930 zde byli už pouze tři německojazyční obyvatelé.
|                | 1869 | 1880 | 1890 | 1900 | 1910 | 1921 | 1930 | 1950 | 1961 | 1970 | 1980 | 1991 | 2001 | 2011  | 2021 |
| -------------- | ---- | ---- | ---- | ---- | ---- | ---- | ---- | ---- | ---- | ---- | ---- | ---- | ---- | ----- | ---- |
| Počet obyvatel | 271  | 293  | 342  | 397  | 460  | 502  | 675  | 658  | 656  | 630  | 614  | 532  | 752  | 1 102 | 1090 |
| Počet domů     | 45   | 47   | 52   | 61   | 71   | 86   | 133  | 181  | 153  | 161  | 171  | 192  | 259  | 337   | 351  |

Podle údajů Sčítání lidu, domů a bytů 2011 (SLDB 2011) se v Jehnicích nacházelo 337 domů (z toho 327 rodinných domů, devět bytových domů a jeden dům zařazený mezi „ostatní budovy“), z nichž 313 bylo obydleno. Z celkového počtu 337 jich 168 bylo postaveno po roce 1991. Dle SLDB 2011 žilo v Jehnicích 1 102 obyvatel, z toho 550 mužů a 552 žen. Celkem 583 osob uvedlo národnost českou, 242 osob národnost moravskou, 7 národnost ukrajinskou, 4 národnost slovenskou a 1 národnost polskou; ostatní národnost neuvedli.

### Náboženský život

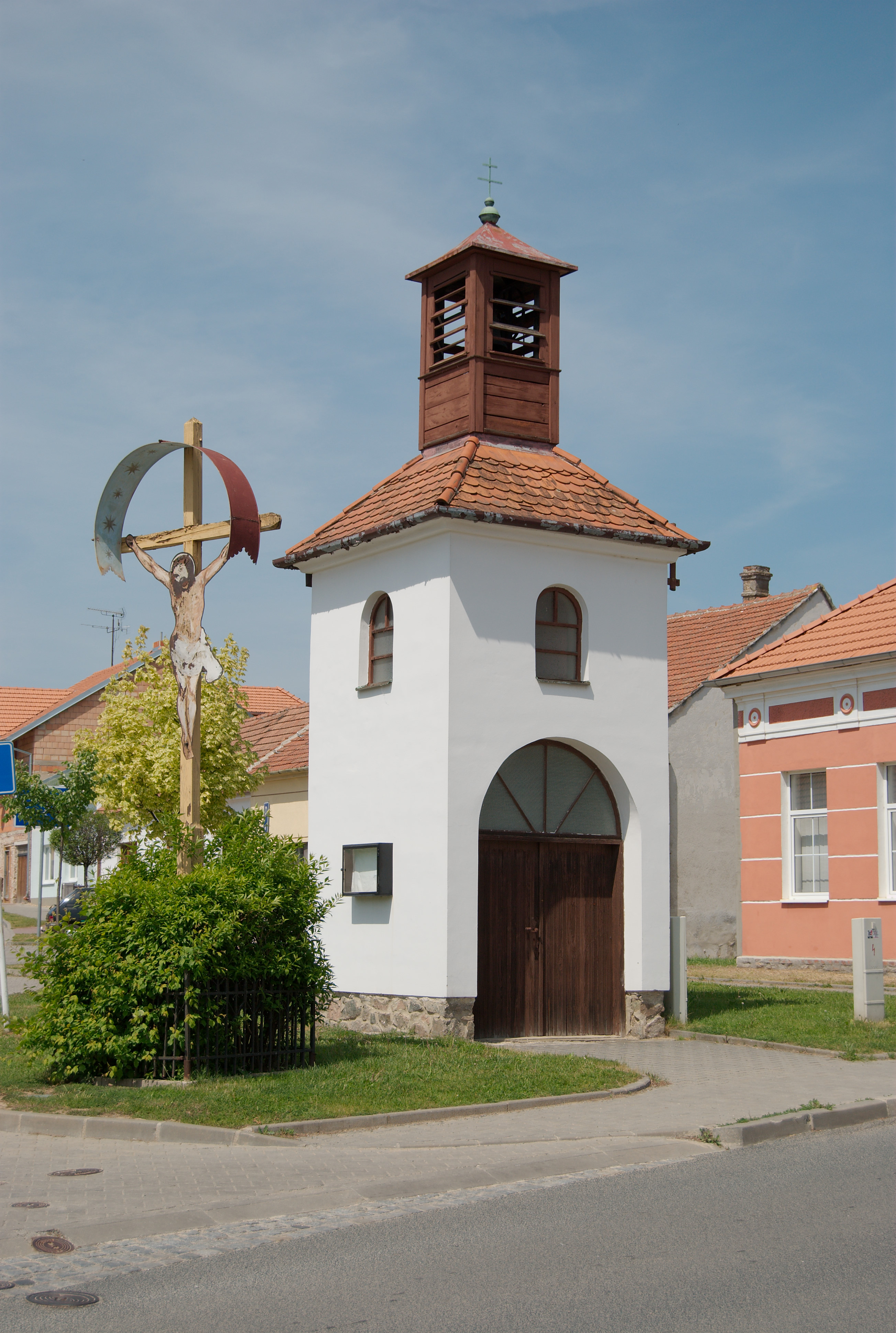
Zvonice na náměstí 3. května

Jehnice v minulosti spadaly do řečkovické farnosti, kam jsou v rámci římskokatolické správy příslušné dosud. K náboženským účelům byla přímo ve vesnici využívána zvonice postavená někdy v průběhu 19. století (po roce 1826), u které byly například konány májové pobožnosti. V roce 1964 ji poškodil jedoucí traktor, místní obyvatelé proto zvonici roku 1968 rozebrali a znovu postavili o několik metrů dále od silnice. Přes Jehnice vedla od 17. století poutní cesta z Řečkovic do Vranova, podél níž se nacházelo několik drobných sakrálních památek (sochy, boží muka). V katastru vesnice stojí u silnice směrem na Vranov boží muka s letopočtem 1674, podle pověsti vystavěná poutníky z Březí u Mikulova. Hřbitov východně od vsi byl postaven v letech 1955–1956, předtím Jehničtí používali hřbitov v Řečkovicích. V blízkosti jehnického hřbitova v ulici Meziboří vybudovala v roce 2021 městská organizace Veřejná zeleň města Brna stromovou kapli.
Území Jehnic spadalo od roku 1922 do obvodu brněnské náboženské obce církve československé, od roku 1927 patřilo k náboženské obci v Králově Poli a od roku 1940 příslušelo k řečkovické náboženské obci.
Při SLDB 2011 se k římskokatolické církvi přihlásilo 146 osob, k českobratrské církvi evangelické 9 osob, k církvi československé husitské 5 osob a k pravoslavné církvi 1 osoba.

## Obecní správa a politika
Městská část Brno-Jehnice zahrnuje celé katastrální území Jehnice, ve kterém se nachází evidenční část obce Jehnice. Celé Jehnice jsou také jedinou základní sídelní jednotkou.
Pro účely senátních voleb je území celé městské části Brno-Jehnice zařazeno do volebního obvodu č. 60.

### Zastupitelstvo a starosta
Městská část má sedmičlenné zastupitelstvo, v jehož čele stojí starosta. Od roku 1990 do roku 2022 byl starostou Václav Šicha. V komunálních volbách v září 2022 zvítězilo se třemi mandáty hnutí Společně v Jehnicích v čele s Robertem Charvátem. Dne 24. října by se konala schůze zastupitelů, na které byl novým starostou zvolen Stanislav Dráb. Dne 9. prosince 2023 pak došlo k předčasným volbám a v lednu 2024 byl novým starostou zvolen Oto Rinchenbach.
| Období    | Voliči v seznamu | Účast v % | Mandáty | Vítězná kandidátka (počet mandátů)                           | Starosta                    |
| --------- | ---------------- | --------- | ------- | ------------------------------------------------------------ | --------------------------- |
| 1990–1994 |                  |           |         |                                                              | Václav Šicha (1990–1994)    |
| 1994–1998 | 418              | 75,36     | 7       | 3 m. KDU-ČSL                                                 | Václav Šicha (1994–1998)    |
| 1998–2002 | 517              | 66,54     | 7       | 2 m. Sdružení nezávislých kandidátů-míst.celkem 2 m. KDU-ČSL | Václav Šicha (1998–2002)    |
| 2002–2006 | 642              | 64,17     | 7       | 3 m. Sdružení nezávislých kandidátů č. 1                     | Václav Šicha (2002–2006)    |
| 2006–2010 | 802              | 62,84     | 7       | 3 m. Sdružení nezávislých kandidátů č. 1                     | Václav Šicha (2006–2010)    |
| 2010–2014 | 929              | 57,80     | 7       | 4 m. Sdružení nezávislých kandidátů č. 1                     | Václav Šicha (2010–2014)    |
| 2014–2018 | 865              | 56,76     | 7       | 3 m. Sdružení nezávislých kandidátů č. 1                     | Václav Šicha (2014–2018)    |
| 2018–2022 | 869              | 62,95     | 7       | 2 m. SNK č. 1 2 m. KDU-ČSL                                   | Václav Šicha (2018–2022)    |
| 2022–2024 | 855              | 70,29     | 7       | 3 m. Společně v Jehnicích                                    | Stanislav Dráb (2022–2024)  |
| 2024–2026 | 884              | 62,56     | 7       | 2 m. SNK č. 2 1 m. SNK č. 1                                  | Oto Rinchenbach (2024–2026) |

### Symboly
Dochován je jediný pečetní typář Jehnic. V opisu pečetě, mezi linkami, ohraničeném věncem, se nachází nápis WVBEC DIEDINY GEHNICZ LETA PANIE, který je ukončen letopočtem 1645, nacházejícím se ve spodní části pole pečetě. V pečetním poli je beránek Boží stojící na třech vrších, z prostředního vyrůstají tři květiny. Beránka obklopují tři květy. V Moravském zemském archivu se nachází na dokumentech josefínského katastru dochovaný exemplář pečetě.
Znak městské části Brno-Jehnice byl přijat v roce 1996 a vychází ze symboliky pečetě. Je tvořen modrým štítem, ve kterém na zvýšeném návrší leží beránek Boží s předníma nohama položenýma na hnědé otevřené knize se zlatě zdobeným hřbetem. V návrší je znázorněn zlatý srp s křížovou rukojetí. Poslední heraldická figura, srp s rukojetí, odkazuje na pečeť Budivoje z Jehnic z roku 1292. Vlajka městské části byla přijata rovněž v roce 1996. Její list o poměru šířky k délce 2:3 je tvořen třemi vodorovnými pruhy, modrým, bílým a zeleným.

## Hospodářství a doprava

### Hospodářství
Jehnice si zachovaly vesnickou podobu doplněnou novější suburbánní výstavbou, takže se zde nenachází žádné větší provozovny. Jedinou výjimkou je zdejší pila. V roce 2020 mělo na území městské části zapsáno sídlo celkem 88 obchodních společností a 256 živností. Fungovaly tu restaurace Obecní Dům a Na Staré. Celá městská část spadala v roce 2020 pod pobočku České pošty v Řečkovicích (Brno 21). Na severozápadním okraji čtvrti se nalézá sběrný dvůr městského podniku SAKO Brno.
V minulosti byl největším podnikem ve vesnici velkostatek (bývalý svobodný dvůr), se kterým souvisela existence jehnického pivovaru se sladovnou a nedaleké cihelny.

### Doprava

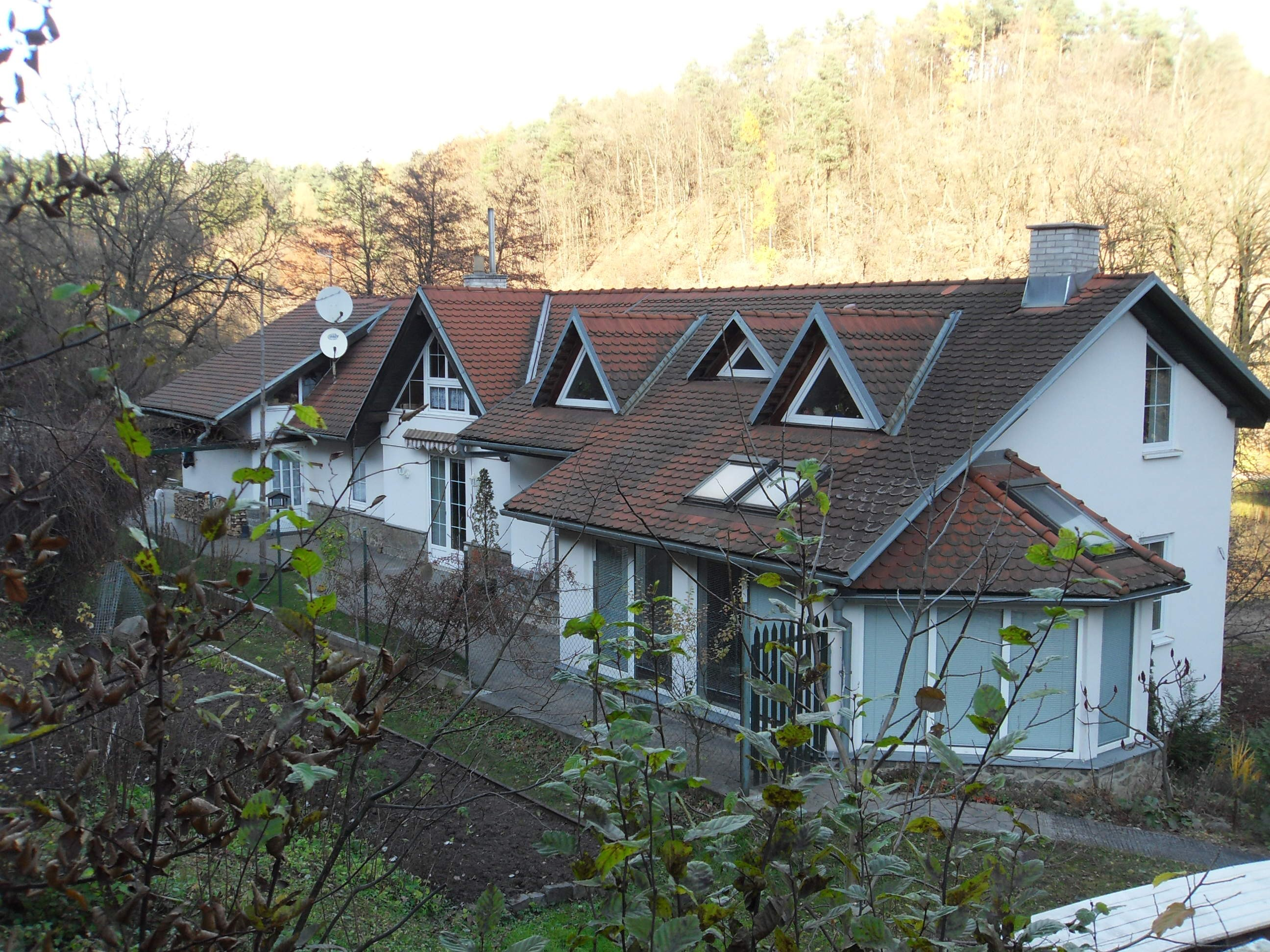
Výrazně přestavěná budova bývalé železniční zastávky Jehnice

Přes Jehnice vede silnice III/37918, která spojuje Řečkovice a silnici III/37917 mezi Lelekovicemi a Vranovem. V Jehnicích vede po ulici Blanenské a přes náměstí 3. května, čímž vytváří severojižní osu vesnice. Jedná se také o jediné silniční spojení čtvrtě s Brnem. Z ulice Blanenské se v severní části Jehnic odděluje ulice Ořešínská, která jakožto místní komunikace III. třídy napojuje sousední Ořešín. V letech 2010 ani 2016 nebylo ve vsi provedeno celostátní sčítání dopravy.
Veřejná hromadná doprava je zajišťována v rámci Integrovaného dopravního systému Jihomoravského kraje městskými autobusovými linkami Dopravního podniku města Brna. V roce 2020 jezdila přes Jehnice denní linka č. 70 a noční linka č. N90, které obě vedly do sousedního Ořešína. Nejbližšími železničními zastávkami jsou zastávky Brno-Řečkovice a Česká, nacházející se na trati Brno – Havlíčkův Brod ve vzdálenosti 2,5 km od Jehnic.

## Školství, kultura a sport
Jehnické děti původně navštěvovaly školu v Řečkovicích. V roce 1872 byla v místě domu obecního pastýře na návsi zřízena jednotřídní škola (nyní restaurace Na Staré, nám. 3. května 7), která byla určena i pro žáky z Ořešína a Mokré Hory. Protože koncem 19. století již kapacitně nepostačovala, došlo v roce 1895 k vybudování nové trojtřídní školy v lokalitě Na Kovárně, tedy na návrší jižně od vsi. Zdejší školní areál byl v dalších desetiletích rozšiřován a modernizován, sídlí v něm příspěvková organizace Základní škola a mateřská škola Brno, Blanenská 1, zřizovaná městskou částí Brno-Jehnice. Celá čtvrť byla roku 2020 součástí spádového obvodu Základní školy a mateřské školy Blanenská (MŠ, ZŠ 1.–5. ročník) a Základní školy Novoměstská v Řečkovicích (ZŠ 6.–9. ročník).
V Jehnicích funguje sbor dobrovolných hasičů, jehož hasičská zbrojnice stojí na náměstí 3. května (součást Obecního domu), a Myslivecký spolek Paseky-Jehnice. Působí zde tělovýchovná jednota TJ Sokol Jehnice, která má oddíly badmintonu (úspěšný kolem roku 2010, kdy získal v české extralize několik titulů), futsalu a volejbalu.
Lesnaté a kopcovité okolí Jehnic využívají k rekreační turistice Brňané. V roce 2020 vedla Jehnicemi jedna značená turistická trasa Klubu českých turistů, dvě další byly vedeny po okrajích katastrálního území údolími Ponávky a Rakovce.

## Pamětihodnosti
Dříve se v Jehnicích nacházel malý zámek, který tvořil zázemí místního statku. Zbořen byl v roce 1938.
Památkově chráněn je v Jehnicích následující objekt:
- Raně barokní kamenná sloupková boží muka z roku 1674 u silnice z Jehnic na Vranov[117] vznikla u staré poutní cesty k vranovskému kostelu. Na božích mukách se nachází iniciála BB; podle pověsti byla postavena v roce 1674 poutníky z obce Březí u Mikulova (německy Bratelsbrunn, odtud BB).[118] Někdy kolem roku 1957 byl původní pískovcový sloupek i se základovým soklem nahrazen betonovými kopiemi.[119]

Dále se v Jehnicích nachází několik dalších kulturních pamětihodností:
- budova pivovaru z roku 1886, v jejímž přízemí se původně nacházel hostinec, v dalších patrech byly byty správce a sládka.[120] V roce 2020 přestavována na bytový dům.[61]
- hranolová zvonice z 19. století (postavena po roce 1826, poprvé zmiňována 1897) na náměstí 3. května s vedle stojícím dřevěným křížem. V roce 1964 poškodil zvonici traktor, místní občané ji roku 1968 rozebrali a sestavili o 6 m dále od silnice. Vchod byl tehdy umístěn na opačnou stranu.[80][121]
- torzo původních božích muk (sloupek a sokl) z roku 1674 na náměstí 3. května. Části byly roku 2005 objeveny zakopané vedle božích muk u silnice na Vranov, vyzvednuty a v roce 2010 restaurovány a osazeny na návsi.[119]
- pomník obětem světových válek z roku 1920 na náměstí 3. května[25]
- dvě kamenné vázy ze zbořeného zámku, které byly druhotně využity. Jedna se nachází na náměstí 3. května, druhá byla osazena na jehnickém hřbitově.[122]

## Osobnosti
- Bruno von Bauer (1883–po 1943) – statkář, v letech 1905–1922 majitel jehnického velkostatku, v letech 1912–1922 starosta Jehnic, syn Bruna Johanna Bauera, vnuk Theodora von Offermanna[123][124]
- Bruno Johann Bauer (1843–1924) – podnikatel v cukrovarnictví, zeť Theodora von Offermann, otec Bruna von Bauer[125][123][126]
- Jan Havlásek (1854–1914) – sochař a kameník, strýc Ludvíka Havláska[127]
- Ludvík Havlásek (1901–1964) – gynekolog a porodník, v letech 1946–1948 ředitel Zemské porodnice v Brně, synovec Jana Havláska[128]
- Theodor von Offermann (1822–1892) – podnikatel v cukrovarnictví, pivovarnictví, vlnařství a strojírenství, v letech 1863–1892 majitel jehnického velkostatku, tchán Bruna Johanna Bauera, děd Bruna von Bauer[129][130]

Za místní badmintonový oddíl TJ Sokol Jehnice hráli například Petr Koukal či Alžběta Bášová.